# Вулиця Сім'ї Житецьких
Ву́лиця Сім'ї́ Жите́цьких — вулиця в Солом'янському районі міста Києва, місцевості Олександрівська слобідка, Пронівщина. Пролягає від Олексіївської вулиці до Дачної вулиці. 
Прилучається Кишинівська вулиця (двічі).

## Історія
Вулиця виникла на межі 1940–50-х років під назвою 479-та Нова. 1953 року отримала назву Можайська вулиця. 
Сучасна назва на честь українських вчених Павла Житецького та Гната Житецьких — з 2022 року.

## Особливості
Вулиця складається із двох окремих частин, між якими перерва у проляганні, викликана особливостями рельєфу — там знаходиться урвище.